# Here Comes the Groom
 Here Comes the Groom és una pel·lícula estatunidenca dirigida per Frank Capra, estrenada el 1951.

## Argument
Per legalitzar l'adopció de dos orfes, un corresponsal de guerra ha de casar-se en el termini màxim d'una setmana. Quan torna a Boston, on viu la seva xicota de tota la vida, els seus plans de casar-se s'esvaeixen. Aquesta, cansada d'esperar la seva proposició de matrimoni, ha acceptat el compromís amb un altre acabalat pretendent. El periodista haurà de fer servir tota mena de recursos per recuperar l'amor i la confiança de la seva xicota.

## Repartiment
- Bing Crosby: Peter 'Pete' Garvey
- Jane Wyman: Emmadel Jones
- Alexis Smith: Winifred Stanley
- Franchot Tone: Wilbur Stanley
- James Barton: William 'Pa' Jones
- Robert Keith: George Degnan
- Jacques Gencel: Bobby
- H.B. Warner: Oncle Elihu
- Connie Gilchrist: Ma Jones
- Ian Wolfe: Oncle Adam
- Minna Gombell: Sra. Godfrey
- Irving Bacon: Baines, el majordom'
- Ellen Corby: Mrs. McGonigle
- Howard Freeman: El governador
- J. Farrell MacDonald (no surt als crèdits): El marit a l'avió
- i en el seu propi paper: Louis Armstrong, Dorothy Lamour

## Premis i nominacions

### Premis
- 1952. Oscar a la millor cançó original per Hoagy Carmichael (música), Johnny Mercer (lletra) per la cançó "In the Cool, Cool, Cool of the Evening"

### Nominacions
- 1952. Oscar al millor guió original per Robert Riskin i Liam O'Brien
- 1952. Globus d'Or al millor actor musical o còmic per Bing Crosby